# Gabino Amparán
Gabino Amparán Martínez (ur. 9 października 1968 w Ciudad Cuauhtémoc) – meksykański piłkarz występujący na pozycji obrońcy, obecnie trener.

## Kariera klubowa
Amparán rozpoczynał swoją karierę piłkarską w wieku 22 lat jako zawodnik Cobras de Ciudad Juárez. W meksykańskiej Primera División zadebiutował za kadencji urugwajskiego trenera Héctora Hugo Eugui, 2 lutego 1991 w przegranym 0:3 spotkaniu z Cruz Azul. W wyjściowym składzie zaczął regularnie pojawiać się dopiero w kolejnym sezonie i wtedy także zdobył jedynego gola w najwyższej klasie rozgrywkowej, 28 września 1991, także w konfrontacji z Cruz Azul, tym razem wygranej 3:2. Po sezonie 1991/1992 spadł z Cobras do drugiej ligi i spędził w niej w barwach tego klubu jeszcze dwa lata. Już do końca kariery występował na zapleczu pierwszej ligi, początkowo bez większych sukcesów w Deportivo Tepic, CD Marte i Tampico Madero FC, a następnie w Atlético Yucatán, z którym w jesiennej fazie Invierno 1998 triumfował w rozgrywkach Primera División A. Nie zaowocowało to jednak awansem do pierwszej ligi, gdyż w decydującym dwumeczu drużyna z Méridy uległa Uniónowi de Curtidores. Karierę piłkarską Amparán zakończył w wieku 32 lat w barwach Bachilleres de Guadalajara.

## Kariera trenerska
Po zakończeniu kariery piłkarskiej Amparán rozpoczął pracę jako szkoleniowiec. Pod koniec września 2009 został tymczasowym trenerem pierwszoligowego Indios de Ciudad Juárez, zastępując na stanowisku Héctora Hugo Eugui. Poprowadził drużynę w jednym meczu, odnosząc porażkę, po czym ustąpił na rzecz José Treviño. W marcu 2010 po raz drugi został trenerem Indios, tym razem już na stałe. Pod jego wodzą klub przełamał serię 27 spotkań bez zwycięstwa, lecz mimo to na koniec sezonu 2010/2011 spadł do drugiej ligi. Tam prowadził jeszcze Indios przez rok, po czym odszedł z zespołu. W styczniu 2012 został asystentem trenera Héctora Hugo Eugui w ekipie Tecos UAG z siedzibą w Guadalajarze, która w sezonie 2011/2012 została relegowana do Ascenso MX.